# Campeonato Ecuatoriano de Fútbol 1983
El Campeonato Ecuatoriano de Fútbol 1983, conocido oficialmente como «Campeonato Nacional de Fútbol 1983», fue la 25.ª edición del Campeonato nacional de fútbol profesional de la Primera División en Ecuador. El torneo fue organizado por la Federación Ecuatoriana de Fútbol. Hubo descenso a la Segunda División.
El Nacional se coronó campeón por séptima vez en su historia.

## Sistema de juego
El torneo empezó con 14 equipos, que jugaron bajo la modalidad de sistema de todos contra todos en la primera etapa. De esta serie de enfrentamientos, 26 para cada equipo, los 3 primeros clasificaron con bonificación a la tercera etapa; los 6 últimos jugaron en la segunda parte del torneo un hexagonal del no descenso.
La segunda etapa estuvo dividida en 2 fases: la octagonal con 8 equipos, cuyos primeros 3 clasificados llegaron a la tercera etapa, y la hexagonal del no descenso, cuyo último equipo bajó de categoría.
La tercera etapa fue un hexagonal, en el que se disputaba el título.

## Relevo anual de clubes
| Pos.  | de la Segunda etapa de la Serie B |
| ----- | --------------------------------- |
| 1º    | Manta Sport                       |
| Prom. | América de Quito                  |

## Datos de los clubes
| Equipo                | Ciudad                                                | Provincia  |
| --------------------- | ----------------------------------------------------- | ---------- |
| América de Quito      | Quito                                                 | Pichincha  |
| Aucas                 | Quito                                                 | Pichincha  |
| Barcelona             | Guayaquil                                             | Guayas     |
| Deportivo Quevedo     | Quevedo                                               | Los Ríos   |
| Deportivo Quito       | Quito                                                 | Pichincha  |
| El Nacional           | Quito                                                 | Pichincha  |
| Emelec                | Guayaquil                                             | Guayas     |
| Everest               | Guayaquil / Milagro                                   | Guayas     |
| Liga de Portoviejo    | Portoviejo                                            | Manabí     |
| Liga de Quito         | Quito                                                 | Pichincha  |
| Manta Sport           | [[Archivo:\|20x20px\|border\|Bandera de Manta]] Manta | Manabí     |
| Técnico Universitario | Ambato                                                | Tungurahua |
| Universidad Católica  | Quito                                                 | Pichincha  |
| 9 de Octubre          | Guayaquil / Milagro                                   | Guayas     |

## Equipos por ubicación geográfica
| Provincia  | N.º | Equipos                                                                                           |
| ---------- | --- | ------------------------------------------------------------------------------------------------- |
| Pichincha  | 6   | - América de Quito - Aucas - Deportivo Quito - El Nacional - Liga de Quito - Universidad Católica |
| Guayas     | 4   | - Barcelona - Emelec - Everest - 9 de Octubre                                                     |
| Manabí     | 2   | - Liga de Portoviejo - Manta Sport                                                                |
| Los Ríos   | 1   | - Deportivo Quevedo                                                                               |
| Tungurahua | 1   | - Técnico Universitario                                                                           |

| Manta Sport Liga de Portoviejo Barcelona Emelec Everest 9 de Octubre Deportivo Quevedo Universidad Católica Liga de Quito El Nacional Deportivo Quito Aucas América de Quito Técnico Universitario |

## Primera etapa

### Partidos y resultados
| Fecha 1     | Fecha 1               | Fecha 1   | Fecha 1              |
| Fecha       | Equipo Local          | Resultado | Equipo Visitante     |
| ----------- | --------------------- | --------- | -------------------- |
| 20 de marzo | El Nacional           | 4 - 1     | Emelec               |
| 20 de marzo | Técnico Universitario | 1 - 2     | Barcelona            |
| 20 de marzo | Aucas                 | 3 - 0     | Manta Sport          |
| 20 de marzo | Liga de Quito         | 3 - 0     | Deportivo Quito      |
| 20 de marzo | Everest               | 0 - 0     | Deportivo Quevedo    |
| 20 de marzo | Liga de Portoviejo    | 1 - 0     | América de Quito     |
| 20 de marzo | 9 de Octubre          | 2 - 0     | Universidad Católica |

| Fecha 2     | Fecha 2              | Fecha 2   | Fecha 2               |
| Fecha       | Equipo Local         | Resultado | Equipo Visitante      |
| ----------- | -------------------- | --------- | --------------------- |
| 26 de marzo | Manta Sport          | 2 - 1     | Liga de Quito         |
| 27 de marzo | 9 de Octubre         | 1 - 1     | Emelec                |
| 27 de marzo | Deportivo Quevedo    | 2 - 1     | Liga de Portoviejo    |
| 30 de marzo | América de Quito     | 6 - 0     | Everest               |
| 30 de marzo | Universidad Católica | 0 - 1     | Técnico Universitario |
| 7 de abril  | El Nacional          | 4 - 0     | Aucas                 |
| 27 de abril | Barcelona            | 2 - 0     | Deportivo Quito       |

| Fecha 3    | Fecha 3               | Fecha 3   | Fecha 3              |
| Fecha      | Equipo Local          | Resultado | Equipo Visitante     |
| ---------- | --------------------- | --------- | -------------------- |
| 3 de abril | América de Quito      | 2 - 2     | Universidad Católica |
| 3 de abril | Liga de Quito         | 4 - 2     | Deportivo Quevedo    |
| 3 de abril | Liga de Portoviejo    | 2 - 1     | 9 de Octubre         |
| 3 de abril | Emelec                | 1 - 0     | Aucas                |
| 3 de abril | Barcelona             | 2 - 0     | Everest              |
| 3 de abril | Técnico Universitario | 1 - 4     | El Nacional          |
| 3 de abril | Deportivo Quito       | 1 - 2     | Manta Sport          |

| Fecha 4     | Fecha 4              | Fecha 4   | Fecha 4               |
| Fecha       | Equipo Local         | Resultado | Equipo Visitante      |
| ----------- | -------------------- | --------- | --------------------- |
| 9 de abril  | 9 de Octubre         | 4 - 1     | América de Quito      |
| 9 de abril  | Everest              | 0 - 0     | Liga de Quito         |
| 10 de abril | Deportivo Quevedo    | 1 - 1     | Emelec                |
| 10 de abril | Manta Sport          | 3 - 1     | Técnico Universitario |
| 10 de abril | Deportivo Quito      | 1 - 1     | Aucas                 |
| 19 de mayo  | Universidad Católica | 4 - 1     | Barcelona             |
| 19 de mayo  | El Nacional          | 2 - 1     | Liga de Portoviejo    |

| Fecha 5     | Fecha 5               | Fecha 5   | Fecha 5              |
| Fecha       | Equipo Local          | Resultado | Equipo Visitante     |
| ----------- | --------------------- | --------- | -------------------- |
| 17 de abril | América de Quito      | 3 - 1     | Liga de Quito        |
| 17 de abril | Liga de Portoviejo    | 4 - 0     | Universidad Católica |
| 17 de abril | Emelec                | 1 - 1     | Deportivo Quito      |
| 17 de abril | Barcelona             | 1 - 0     | Manta Sport          |
| 17 de abril | Técnico Universitario | 4 - 0     | Everest              |
| 17 de abril | Aucas                 | 5 - 1     | 9 de Octubre         |
| 1 de junio  | El Nacional           | 1 - 0     | Deportivo Quevedo    |

| Fecha 6     | Fecha 6              | Fecha 6   | Fecha 6               |
| Fecha       | Equipo Local         | Resultado | Equipo Visitante      |
| ----------- | -------------------- | --------- | --------------------- |
| 24 de abril | Deportivo Quito      | 2 - 1     | Everest               |
| 24 de abril | Liga de Quito        | 3 - 1     | Aucas                 |
| 24 de abril | Deportivo Quevedo    | 1 - 0     | América de Quito      |
| 24 de abril | Manta Sport          | 0 - 2     | Liga de Portoviejo    |
| 25 de mayo  | Barcelona            | 2 - 3     | 9 de Octubre          |
| 1 de junio  | Emelec               | 1 - 0     | Técnico Universitario |
| 8 de junio  | Universidad Católica | 1 - 0     | El Nacional           |

| Fecha 7     | Fecha 7               | Fecha 7   | Fecha 7            |
| Fecha       | Equipo Local          | Resultado | Equipo Visitante   |
| ----------- | --------------------- | --------- | ------------------ |
| 30 de abril | 9 de Octubre          | 1 - 0     | Liga de Quito      |
| 30 de abril | Técnico Universitario | 1 - 2     | Liga de Portoviejo |
| 30 de abril | Everest               | 5 - 1     | Aucas              |
| 1 de mayo   | Deportivo Quito       | 4 - 1     | América de Quito   |
| 1 de mayo   | Manta Sport           | 2 - 0     | Emelec             |
| 1 de mayo   | El Nacional           | 2 - 0     | Barcelona          |
| 1 de mayo   | Universidad Católica  | 1 - 0     | Deportivo Quevedo  |

| Fecha 8     | Fecha 8              | Fecha 8   | Fecha 8               |
| Fecha       | Equipo Local         | Resultado | Equipo Visitante      |
| ----------- | -------------------- | --------- | --------------------- |
| 7 de mayo   | Everest              | 1 - 1     | Emelec                |
| 8 de mayo   | Liga de Portoviejo   | 2 - 1     | Aucas                 |
| 8 de mayo   | Deportivo Quevedo    | 2 - 1     | 9 de Octubre          |
| 25 de mayo  | Universidad Católica | 4 - 1     | Manta Sport           |
| 25 de mayo  | Liga de Quito        | 1 - 1     | Técnico Universitario |
| 1 de junio  | Barcelona            | 5 - 0     | América de Quito      |
| 29 de junio | Deportivo Quito      | 2 - 6     | El Nacional           |

| Fecha 9    | Fecha 9               | Fecha 9   | Fecha 9              |
| Fecha      | Equipo Local          | Resultado | Equipo Visitante     |
| ---------- | --------------------- | --------- | -------------------- |
| 15 de mayo | Emelec                | 2 - 1     | Barcelona            |
| 15 de mayo | Liga de Quito         | 0 - 0     | Universidad Católica |
| 15 de mayo | Técnico Universitario | 2 - 1     | Deportivo Quito      |
| 15 de mayo | Everest               | 3 - 4     | Liga de Portoviejo   |
| 15 de mayo | El Nacional           | 2 - 1     | 9 de Octubre         |
| 15 de mayo | Aucas                 | 1 - 1     | América de Quito     |
| 15 de mayo | Manta Sport           | 0 - 0     | Deportivo Quevedo    |

| Fecha 10   | Fecha 10             | Fecha 10  | Fecha 10              |
| Fecha      | Equipo Local         | Resultado | Equipo Visitante      |
| ---------- | -------------------- | --------- | --------------------- |
| 21 de mayo | Everest              | 0 - 0     | El Nacional           |
| 21 de mayo | 9 de Octubre         | 2 - 0     | Manta Sport           |
| 22 de mayo | Deportivo Quevedo    | 0 - 0     | Barcelona             |
| 22 de mayo | Liga de Portoviejo   | 2 - 1     | Liga de Quito         |
| 22 de mayo | Aucas                | 2 - 1     | Técnico Universitario |
| 22 de mayo | América de Quito     | 0 - 3     | Emelec                |
| 22 de mayo | Universidad Católica | 2 - 2     | Deportivo Quito       |

| Fecha 11   | Fecha 11              | Fecha 11  | Fecha 11           |
| Fecha      | Equipo Local          | Resultado | Equipo Visitante   |
| ---------- | --------------------- | --------- | ------------------ |
| 29 de mayo | Universidad Católica  | 5 - 3     | Everest            |
| 29 de mayo | El Nacional           | 2 - 2     | Liga de Quito      |
| 29 de mayo | Deportivo Quito       | 1 - 0     | 9 de Octubre       |
| 29 de mayo | Técnico Universitario | 3 - 1     | Deportivo Quevedo  |
| 29 de mayo | Manta Sport           | 5 - 2     | América de Quito   |
| 29 de mayo | Emelec                | 2 - 1     | Liga de Portoviejo |
| 29 de mayo | Barcelona             | 4 - 1     | Aucas              |

| Fecha 12   | Fecha 12           | Fecha 12  | Fecha 12              |
| Fecha      | Equipo Local       | Resultado | Equipo Visitante      |
| ---------- | ------------------ | --------- | --------------------- |
| 5 de junio | Aucas              | 1 - 1     | Universidad Católica  |
| 5 de junio | Liga de Quito      | 2 - 1     | Emelec                |
| 5 de junio | Everest            | 3 - 2     | Manta Sport           |
| 5 de junio | Liga de Portoviejo | 1 - 0     | Barcelona             |
| 5 de junio | Deportivo Quevedo  | 0 - 1     | Deportivo Quito       |
| 5 de junio | América de Quito   | 1 - 2     | El Nacional           |
| 5 de junio | 9 de Octubre       | 3 - 1     | Técnico Universitario |

| Fecha 13    | Fecha 13              | Fecha 13  | Fecha 13             |
| Fecha       | Equipo Local          | Resultado | Equipo Visitante     |
| ----------- | --------------------- | --------- | -------------------- |
| 12 de junio | Técnico Universitario | 2 - 1     | América de Quito     |
| 12 de junio | Manta Sport           | 1 - 0     | El Nacional          |
| 12 de junio | Deportivo Quito       | 2 - 2     | Liga de Portoviejo   |
| 12 de junio | Aucas                 | 1 - 0     | Deportivo Quevedo    |
| 12 de junio | 9 de Octubre          | 2 - 1     | Everest              |
| 12 de junio | Emelec                | 1 - 1     | Universidad Católica |
| 12 de junio | Liga de Quito         | 2 - 0     | Barcelona            |

| Fecha 14    | Fecha 14             | Fecha 14  | Fecha 14              |
| Fecha       | Equipo Local         | Resultado | Equipo Visitante      |
| ----------- | -------------------- | --------- | --------------------- |
| 16 de junio | Barcelona            | 1 - 0     | Técnico Universitario |
| 18 de junio | Universidad Católica | 0 - 1     | 9 de Octubre          |
| 18 de junio | Deportivo Quito      | 4 - 4     | Liga de Quito         |
| 18 de junio | América de Quito     | 2 - 1     | Liga de Portoviejo    |
| 19 de junio | Manta Sport          | 2 - 0     | Aucas                 |
| 19 de junio | Emelec               | 1 - 0     | El Nacional           |
| 19 de junio | Deportivo Quevedo    | 4 - 1     | Everest               |

| Fecha 15    | Fecha 15              | Fecha 15  | Fecha 15             |
| Fecha       | Equipo Local          | Resultado | Equipo Visitante     |
| ----------- | --------------------- | --------- | -------------------- |
| 25 de junio | Técnico Universitario | 3 - 1     | Universidad Católica |
| 25 de junio | Liga de Quito         | 0 - 0     | Manta Sport          |
| 25 de junio | Deportivo Quito       | 0 - 0     | Barcelona            |
| 25 de junio | Aucas                 | 2 - 1     | El Nacional          |
| 26 de junio | Liga de Portoviejo    | 2 - 3     | Deportivo Quevedo    |
| 26 de junio | Everest               | 2 - 1     | América de Quito     |
| 26 de junio | Emelec                | 1 - 3     | 9 de Octubre         |

| Fecha 16   | Fecha 16             | Fecha 16  | Fecha 16              |
| Fecha      | Equipo Local         | Resultado | Equipo Visitante      |
| ---------- | -------------------- | --------- | --------------------- |
| 2 de julio | Universidad Católica | 0 - 1     | América de Quito      |
| 2 de julio | 9 de Octubre         | 3 - 3     | Liga de Portoviejo    |
| 2 de julio | El Nacional          | 5 - 1     | Técnico Universitario |
| 2 de julio | Aucas                | 3 - 2     | Emelec                |
| 3 de julio | Manta Sport          | 4 - 0     | Deportivo Quito       |
| 3 de julio | Deportivo Quevedo    | 2 - 1     | Liga de Quito         |
| 3 de julio | Everest              | 1 - 0     | Barcelona             |

| Fecha 17    | Fecha 17              | Fecha 17  | Fecha 17             |
| Fecha       | Equipo Local          | Resultado | Equipo Visitante     |
| ----------- | --------------------- | --------- | -------------------- |
| 9 de julio  | América de Quito      | 0 - 1     | 9 de Octubre         |
| 9 de julio  | Técnico Universitario | 3 - 1     | Manta Sport          |
| 9 de julio  | Liga de Quito         | 10 - 0    | Everest              |
| 9 de julio  | Aucas                 | 0 - 1     | Deportivo Quito      |
| 10 de julio | Liga de Portoviejo    | 4 - 2     | El Nacional          |
| 10 de julio | Emelec                | 0 - 0     | Deportivo Quevedo    |
| 10 de julio | Barcelona             | 1 - 0     | Universidad Católica |

| Fecha 18    | Fecha 18             | Fecha 18  | Fecha 18              |
| Fecha       | Equipo Local         | Resultado | Equipo Visitante      |
| ----------- | -------------------- | --------- | --------------------- |
| 16 de julio | Universidad Católica | 2 - 1     | Liga de Portoviejo    |
| 16 de julio | Everest              | 0 - 1     | Técnico Universitario |
| 16 de julio | 9 de Octubre         | 3 - 2     | Aucas                 |
| 16 de julio | Deportivo Quito      | 2 - 2     | Emelec                |
| 16 de julio | Liga de Quito        | 0 - 0     | América de Quito      |
| 17 de julio | Manta Sport          | 2 - 1     | Barcelona             |
| 17 de julio | Deportivo Quevedo    | 0 - 2     | El Nacional           |

| Fecha 19    | Fecha 19              | Fecha 19  | Fecha 19             |
| Fecha       | Equipo Local          | Resultado | Equipo Visitante     |
| ----------- | --------------------- | --------- | -------------------- |
| 23 de julio | América de Quito      | 1 - 0     | Deportivo Quevedo    |
| 23 de julio | El Nacional           | 1 - 0     | Universidad Católica |
| 23 de julio | Aucas                 | 1 - 2     | Liga de Quito        |
| 24 de julio | Técnico Universitario | 3 - 0     | Emelec               |
| 24 de julio | Liga de Portoviejo    | 1 - 1     | Manta Sport          |
| 24 de julio | 9 de Octubre          | 2 - 1     | Barcelona            |
| 24 de julio | Everest               | 2 - 2     | Deportivo Quito      |

| Fecha 20    | Fecha 20           | Fecha 20  | Fecha 20              |
| Fecha       | Equipo Local       | Resultado | Equipo Visitante      |
| ----------- | ------------------ | --------- | --------------------- |
| 30 de julio | Aucas              | 3 - 0     | Everest               |
| 30 de julio | América de Quito   | 3 - 1     | Deportivo Quito       |
| 30 de julio | Liga de Quito      | 1 - 0     | 9 de Octubre          |
| 31 de julio | Liga de Portoviejo | 3 - 0     | Técnico Universitario |
| 31 de julio | Deportivo Quevedo  | 0 - 0     | Universidad Católica  |
| 31 de julio | Emelec             | 1 - 2     | Manta Sport           |
| 31 de julio | Barcelona          | 1 - 0     | El Nacional           |

| Fecha 21     | Fecha 21              | Fecha 21  | Fecha 21             |
| Fecha        | Equipo Local          | Resultado | Equipo Visitante     |
| ------------ | --------------------- | --------- | -------------------- |
| 21 de agosto | América de Quito      | 0 - 0     | Barcelona            |
| 21 de agosto | Aucas                 | 1 - 1     | Liga de Portoviejo   |
| 21 de agosto | Técnico Universitario | 4 - 3     | Liga de Quito        |
| 21 de agosto | Manta Sport           | 3 - 2     | Universidad Católica |
| 21 de agosto | Emelec                | 2 - 1     | Everest              |
| 21 de agosto | 9 de Octubre          | 1 - 1     | Deportivo Quevedo    |
| 31 de agosto | El Nacional           | 4 - 0     | Deportivo Quito      |

| Fecha 22     | Fecha 22             | Fecha 22  | Fecha 22              |
| Fecha        | Equipo Local         | Resultado | Equipo Visitante      |
| ------------ | -------------------- | --------- | --------------------- |
| 27 de agosto | América de Quito     | 2 - 3     | Aucas                 |
| 27 de agosto | Deportivo Quito      | 2 - 0     | Técnico Universitario |
| 27 de agosto | Universidad Católica | 0 - 1     | Liga de Quito         |
| 28 de agosto | Deportivo Quevedo    | 2 - 0     | Manta Sport           |
| 28 de agosto | Liga de Portoviejo   | 1 - 0     | Everest               |
| 28 de agosto | Barcelona            | 1 - 0     | Emelec                |
| 28 de agosto | 9 de Octubre         | 3 - 2     | El Nacional           |

| Fecha 23         | Fecha 23              | Fecha 23  | Fecha 23             |
| Fecha            | Equipo Local          | Resultado | Equipo Visitante     |
| ---------------- | --------------------- | --------- | -------------------- |
| 11 de septiembre | Deportivo Quito       | 0 - 2     | Universidad Católica |
| 11 de septiembre | El Nacional           | 7 - 0     | Everest              |
| 11 de septiembre | Liga de Quito         | 2 - 1     | Liga de Portoviejo   |
| 11 de septiembre | Técnico Universitario | 3 - 0     | Aucas                |
| 11 de septiembre | Manta Sport           | 3 - 0     | 9 de Octubre         |
| 11 de septiembre | Emelec                | 3 - 0     | América de Quito     |
| 11 de septiembre | Barcelona             | 3 - 0     | Deportivo Quevedo    |

| Fecha 24         | Fecha 24           | Fecha 24  | Fecha 24              |
| Fecha            | Equipo Local       | Resultado | Equipo Visitante      |
| ---------------- | ------------------ | --------- | --------------------- |
| 17 de septiembre | América de Quito   | 3 - 1     | Manta Sport           |
| 17 de septiembre | 9 de Octubre       | 1 - 0     | Deportivo Quito       |
| 17 de septiembre | Aucas              | 1 - 1     | Barcelona             |
| 17 de septiembre | Liga de Quito      | 1 - 3     | El Nacional           |
| 18 de septiembre | Deportivo Quevedo  | 3 - 1     | Técnico Universitario |
| 18 de septiembre | Liga de Portoviejo | 0 - 0     | Emelec                |
| 18 de septiembre | Everest            | 3 - 2     | Universidad Católica  |

| Fecha 25         | Fecha 25              | Fecha 25  | Fecha 25           |
| Fecha            | Equipo Local          | Resultado | Equipo Visitante   |
| ---------------- | --------------------- | --------- | ------------------ |
| 21 de septiembre | Técnico Universitario | 2 - 0     | 9 de Octubre       |
| 21 de septiembre | Manta Sport           | 3 - 1     | Everest            |
| 21 de septiembre | Deportivo Quito       | 1 - 0     | Deportivo Quevedo  |
| 21 de septiembre | El Nacional           | 1 - 0     | América de Quito   |
| 21 de septiembre | Emelec                | 2 - 1     | Liga de Quito      |
| 21 de septiembre | Universidad Católica  | 1 - 1     | Aucas              |
| 21 de septiembre | Barcelona             | 3 - 1     | Liga de Portoviejo |

| Fecha 26         | Fecha 26             | Fecha 26  | Fecha 26              |
| Fecha            | Equipo Local         | Resultado | Equipo Visitante      |
| ---------------- | -------------------- | --------- | --------------------- |
| 24 de septiembre | América de Quito     | 1 - 0     | Técnico Universitario |
| 24 de septiembre | Universidad Católica | 1 - 0     | Emelec                |
| 24 de septiembre | El Nacional          | 5 - 1     | Manta Sport           |
| 24 de septiembre | Everest              | 1 - 3     | 9 de Octubre          |
| 25 de septiembre | Deportivo Quevedo    | 1 - 3     | Aucas                 |
| 25 de septiembre | Liga de Portoviejo   | 3 - 0     | Deportivo Quito       |
| 25 de septiembre | Barcelona            | 2 - 1     | Liga de Quito         |

### Tabla de posiciones
|  |  |     | Equipo                | PJ | PG | PE | PP | GF | GC | DG  | PTS | PB |
|  |  | --- | --------------------- | -- | -- | -- | -- | -- | -- | --- | --- | -- |
|  |  | 1.  | El Nacional           | 26 | 17 | 2  | 7  | 62 | 25 | +37 | 36  | 2  |
|  |  | 2.  | 9 de Octubre          | 26 | 15 | 3  | 8  | 43 | 34 | +9  | 33  | 1  |
|  |  | 3.  | Liga de Portoviejo    | 26 | 13 | 5  | 8  | 45 | 34 | +11 | 31  | 0  |
|  |  | 4.  | Barcelona             | 26 | 13 | 4  | 9  | 34 | 24 | +10 | 18  |    |
|  |  | 5.  | Manta Sport           | 26 | 13 | 3  | 10 | 41 | 39 | +2  | 29  |    |
|  |  | 6.  | Liga de Quito         | 26 | 10 | 7  | 9  | 48 | 34 | +14 | 27  |    |
|  |  | 7.  | Técnico Universitario | 26 | 13 | 1  | 12 | 40 | 36 | +4  | 27  |    |
|  |  | 8.  | Emelec                | 26 | 9  | 8  | 9  | 30 | 32 | -2  | 26  |    |
|  |  | 9.  | Universidad Católica  | 26 | 9  | 7  | 10 | 31 | 31 | 0   | 25  |    |
|  |  | 10. | Aucas                 | 26 | 9  | 6  | 11 | 37 | 44 | -6  | 24  |    |
|  |  | 11. | Deportivo Quito       | 26 | 7  | 8  | 11 | 31 | 48 | -17 | 22  |    |
|  |  | 12. | Deportivo Quevedo     | 26 | 7  | 7  | 12 | 22 | 30 | -8  | 21  |    |
|  |  | 13. | América de Quito      | 26 | 8  | 4  | 14 | 32 | 44 | -12 | 20  |    |
|  |  | 14. | Everest               | 26 | 4  | 5  | 17 | 25 | 67 | -42 | 13  |    |

PJ = Partidos jugados; PG = Partidos ganados; PE = Partidos empatados; PP = Partidos perdidos; GF = Goles a favor; GC = Goles en contra; DG = Diferencia de gol; PTS = Puntos; PB = Puntos de bonificación
|  | Clasificaron al Hexagonal final.           |
|  | Clasificaron al Hexagonal del No Descenso. |

## Segunda etapa

### Partidos y resultados
| Fecha 1      | Fecha 1               | Fecha 1   | Fecha 1          |
| Fecha        | Equipo Local          | Resultado | Equipo Visitante |
| ------------ | --------------------- | --------- | ---------------- |
| 2 de octubre | El Nacional           | 2 - 1     | Emelec           |
| 2 de octubre | Técnico Universitario | 4 - 1     | Manta Sport      |
| 2 de octubre | Liga de Portoviejo    | 1 - 0     | Barcelona        |
| 2 de octubre | 9 de Octubre          | 1 - 1     | Liga de Quito    |

| Fecha 2      | Fecha 2       | Fecha 2   | Fecha 2               |
| Fecha        | Equipo Local  | Resultado | Equipo Visitante      |
| ------------ | ------------- | --------- | --------------------- |
| 5 de octubre | Manta Sport   | 2 - 2     | 9 de Octubre          |
| 5 de octubre | Emelec        | 1 - 1     | Técnico Universitario |
| 5 de octubre | Liga de Quito | 1 - 1     | Liga de Portoviejo    |
| 5 de octubre | Barcelona     | 2 - 0     | El Nacional           |

| Fecha 3      | Fecha 3               | Fecha 3   | Fecha 3          |
| Fecha        | Equipo Local          | Resultado | Equipo Visitante |
| ------------ | --------------------- | --------- | ---------------- |
| 9 de octubre | El Nacional           | 1 - 0     | Manta Sport      |
| 9 de octubre | Técnico Universitario | 2 - 1     | Liga de Quito    |
| 9 de octubre | Liga de Portoviejo    | 2 - 1     | Emelec           |
| 9 de octubre | 9 de Octubre          | 0 - 4     | Barcelona        |

| Fecha 4       | Fecha 4       | Fecha 4   | Fecha 4               |
| Fecha         | Equipo Local  | Resultado | Equipo Visitante      |
| ------------- | ------------- | --------- | --------------------- |
| 12 de octubre | Manta Sport   | 2 - 1     | Liga de Portoviejo    |
| 12 de octubre | 9 de Octubre  | 1 - 2     | Emelec                |
| 12 de octubre | Liga de Quito | 0 - 2     | El Nacional           |
| 12 de octubre | Barcelona     | 4 - 0     | Técnico Universitario |

| Fecha 5       | Fecha 5               | Fecha 5   | Fecha 5            |
| Fecha         | Equipo Local          | Resultado | Equipo Visitante   |
| ------------- | --------------------- | --------- | ------------------ |
| 16 de octubre | El Nacional           | 0 - 2     | 9 de Octubre       |
| 16 de octubre | Técnico Universitario | 5 - 0     | Liga de Portoviejo |
| 16 de octubre | Manta Sport           | 2 - 1     | Barcelona          |
| 16 de octubre | Emelec                | 1 - 1     | Liga de Quito      |

| Fecha 6       | Fecha 6            | Fecha 6   | Fecha 6               |
| Fecha         | Equipo Local       | Resultado | Equipo Visitante      |
| ------------- | ------------------ | --------- | --------------------- |
| 19 de octubre | Liga de Portoviejo | 1 - 0     | El Nacional           |
| 19 de octubre | 9 de Octubre       | 1 - 0     | Técnico Universitario |
| 19 de octubre | Liga de Quito      | 2 - 0     | Manta Sport           |
| 19 de octubre | Barcelona          | 1 - 1     | Emelec                |

| Fecha 7       | Fecha 7               | Fecha 7   | Fecha 7            |
| Fecha         | Equipo Local          | Resultado | Equipo Visitante   |
| ------------- | --------------------- | --------- | ------------------ |
| 23 de octubre | Técnico Universitario | 2 - 1     | El Nacional        |
| 23 de octubre | Manta Sport           | 1 - 1     | Emelec             |
| 23 de octubre | Liga de Quito         | 1 - 0     | Barcelona          |
| 23 de octubre | 9 de Octubre          | 4 - 0     | Liga de Portoviejo |

| Fecha 8       | Fecha 8       | Fecha 8   | Fecha 8               |
| Fecha         | Equipo Local  | Resultado | Equipo Visitante      |
| ------------- | ------------- | --------- | --------------------- |
| 30 de octubre | Manta Sport   | 4 - 0     | Técnico Universitario |
| 30 de octubre | Liga de Quito | 2 - 2     | 9 de Octubre          |
| 30 de octubre | Emelec        | 0 - 3     | El Nacional           |
| 30 de octubre | Barcelona     | 3 - 2     | Liga de Portoviejo    |

| Fecha 9         | Fecha 9               | Fecha 9   | Fecha 9          |
| Fecha           | Equipo Local          | Resultado | Equipo Visitante |
| --------------- | --------------------- | --------- | ---------------- |
| 2 de noviembre  | Técnico Universitario | 2 - 1     | Emelec           |
| 2 de noviembre  | Liga de Portoviejo    | 2 - 1     | Liga de Quito    |
| 2 de noviembre  | 9 de Octubre          | 0 - 0     | Manta Sport      |
| 16 de noviembre | El Nacional           | 0 - 0     | Barcelona        |

| Fecha 10        | Fecha 10      | Fecha 10  | Fecha 10              |
| Fecha           | Equipo Local  | Resultado | Equipo Visitante      |
| --------------- | ------------- | --------- | --------------------- |
| 6 de noviembre  | Manta Sport   | 0 - 0     | El Nacional           |
| 6 de noviembre  | Emelec        | 1 - 1     | Liga de Portoviejo    |
| 6 de noviembre  | Barcelona     | 1 - 0     | 9 de Octubre          |
| 16 de noviembre | Liga de Quito | 2 - 1     | Técnico Universitario |

| Fecha 11       | Fecha 11              | Fecha 11  | Fecha 11         |
| Fecha          | Equipo Local          | Resultado | Equipo Visitante |
| -------------- | --------------------- | --------- | ---------------- |
| 9 de noviembre | Liga de Portoviejo    | 0 - 2     | Manta Sport      |
| 9 de noviembre | Emelec                | 3 - 4     | 9 de Octubre     |
| 9 de noviembre | Técnico Universitario | 2 - 0     | Barcelona        |
| 9 de noviembre | El Nacional           | 1 - 2     | Liga de Quito    |

| Fecha 12        | Fecha 12           | Fecha 12  | Fecha 12              |
| Fecha           | Equipo Local       | Resultado | Equipo Visitante      |
| --------------- | ------------------ | --------- | --------------------- |
| 13 de noviembre | Liga de Quito      | 2 - 1     | Emelec                |
| 13 de noviembre | Liga de Portoviejo | 2 - 0     | Técnico Universitario |
| 13 de noviembre | 9 de Octubre       | 0 - 1     | El Nacional           |
| 13 de noviembre | Barcelona          | 2 - 0     | Manta Sport           |

| Fecha 13        | Fecha 13              | Fecha 13  | Fecha 13           |
| Fecha           | Equipo Local          | Resultado | Equipo Visitante   |
| --------------- | --------------------- | --------- | ------------------ |
| 20 de noviembre | Manta Sport           | 2 - 0     | Liga de Quito      |
| 20 de noviembre | El Nacional           | 4 - 1     | Liga de Portoviejo |
| 20 de noviembre | Técnico Universitario | 4 - 1     | 9 de Octubre       |
| 20 de noviembre | Emelec                | 2 - 3     | Barcelona          |

| Fecha 14        | Fecha 14           | Fecha 14  | Fecha 14              |
| Fecha           | Equipo Local       | Resultado | Equipo Visitante      |
| --------------- | ------------------ | --------- | --------------------- |
| 23 de noviembre | Liga de Portoviejo | 3 - 1     | 9 de Octubre          |
| 23 de noviembre | Emelec             | 4 - 3     | Manta Sport           |
| 23 de noviembre | El Nacional        | 3 - 1     | Técnico Universitario |
| 23 de noviembre | Barcelona          | 2 - 0     | Liga de Quito         |

### Tabla de posiciones
|  |  |    | Equipo                | PJ | PG | PE | PP | GF | GC | DG  | PTS |
|  |  | -- | --------------------- | -- | -- | -- | -- | -- | -- | --- | --- |
|  |  | 1. | Barcelona             | 14 | 8  | 2  | 4  | 23 | 11 | +12 | 18  |
|  |  | 2. | El Nacional           | 14 | 7  | 2  | 5  | 17 | 12 | +5  | 16  |
|  |  | 3. | Técnico Universitario | 14 | 7  | 1  | 6  | 24 | 23 | +1  | 15  |
|  |  | 4. | Manta Sport           | 14 | 5  | 4  | 5  | 19 | 18 | +1  | 14  |
|  |  | 5. | Liga de Quito         | 14 | 5  | 4  | 5  | 16 | 17 | -1  | 14  |
|  |  | 6. | Liga de Portoviejo    | 14 | 6  | 2  | 6  | 18 | 25 | -7  | 14  |
|  |  | 7. | 9 de Octubre          | 14 | 4  | 4  | 6  | 19 | 23 | -4  | 12  |
|  |  | 8. | Emelec                | 14 | 2  | 5  | 7  | 20 | 27 | -7  | 9   |

PJ = Partidos jugados; PG = Partidos ganados; PE = Partidos empatados; PP = Partidos perdidos; GF = Goles a favor; GC = Goles en contra; DG = Diferencia de gol; PTS = Puntos
 NOTA: Manta Sport clasificó al ser mejor ubicado de la tabla acumulada.
|  | Clasificaron al Hexagonal final. |

## Hexagonal del No Descenso

### Partidos y resultados
| Fecha 1      | Fecha 1              | Fecha 1   | Fecha 1          |
| Fecha        | Equipo Local         | Resultado | Equipo Visitante |
| ------------ | -------------------- | --------- | ---------------- |
| 2 de octubre | Universidad Católica | 2 - 1     | Everest          |
| 2 de octubre | Aucas                | 5 - 0     | América de Quito |
| 2 de octubre | Deportivo Quevedo    | 0 - 1     | Deportivo Quito  |

| Fecha 2      | Fecha 2          | Fecha 2   | Fecha 2              |
| Fecha        | Equipo Local     | Resultado | Equipo Visitante     |
| ------------ | ---------------- | --------- | -------------------- |
| 5 de octubre | América de Quito | 0 - 1     | Universidad Católica |
| 5 de octubre | Everest          | 1 - 1     | Deportivo Quito      |
| 5 de octubre | Aucas            | 2 - 0     | Deportivo Quevedo    |

| Fecha 3      | Fecha 3           | Fecha 3   | Fecha 3              |
| Fecha        | Equipo Local      | Resultado | Equipo Visitante     |
| ------------ | ----------------- | --------- | -------------------- |
| 9 de octubre | América de Quito  | 3 - 0     | Everest              |
| 9 de octubre | Deportivo Quito   | 0 - 0     | Aucas                |
| 9 de octubre | Deportivo Quevedo | 2 - 0     | Universidad Católica |

| Fecha 4       | Fecha 4         | Fecha 4   | Fecha 4              |
| Fecha         | Equipo Local    | Resultado | Equipo Visitante     |
| ------------- | --------------- | --------- | -------------------- |
| 12 de octubre | Aucas           | 1 - 2     | Universidad Católica |
| 12 de octubre | Everest         | 1 - 0     | Deportivo Quevedo    |
| 12 de octubre | Deportivo Quito | 3 - 2     | América de Quito     |

| Fecha 5       | Fecha 5              | Fecha 5   | Fecha 5          |
| Fecha         | Equipo Local         | Resultado | Equipo Visitante |
| ------------- | -------------------- | --------- | ---------------- |
| 16 de octubre | Aucas                | 2 - 0     | Everest          |
| 16 de octubre | Universidad Católica | 0 - 0     | Deportivo Quito  |
| 16 de octubre | Deportivo Quevedo    | 1 - 1     | América de Quito |

| Fecha 6       | Fecha 6          | Fecha 6   | Fecha 6              |
| Fecha         | Equipo Local     | Resultado | Equipo Visitante     |
| ------------- | ---------------- | --------- | -------------------- |
| 19 de octubre | Deportivo Quito  | 2 - 1     | Deportivo Quevedo    |
| 19 de octubre | Everest          | 0 - 0     | Universidad Católica |
| 19 de octubre | América de Quito | 1 - 1     | Aucas                |

| Fecha 7       | Fecha 7              | Fecha 7   | Fecha 7          |
| Fecha         | Equipo Local         | Resultado | Equipo Visitante |
| ------------- | -------------------- | --------- | ---------------- |
| 23 de octubre | Universidad Católica | 0 - 0     | América de Quito |
| 23 de octubre | Deportivo Quito      | 3 - 1     | Everest          |
| 23 de octubre | Deportivo Quevedo    | 3 - 1     | Aucas            |

| Fecha 8       | Fecha 8              | Fecha 8   | Fecha 8           |
| Fecha         | Equipo Local         | Resultado | Equipo Visitante  |
| ------------- | -------------------- | --------- | ----------------- |
| 30 de octubre | Universidad Católica | 3 - 0     | Deportivo Quevedo |
| 30 de octubre | Aucas                | 2 - 2     | Deportivo Quito   |
| 30 de octubre | Everest              | 2 - 0     | América de Quito  |

| Fecha 9        | Fecha 9              | Fecha 9   | Fecha 9          |
| Fecha          | Equipo Local         | Resultado | Equipo Visitante |
| -------------- | -------------------- | --------- | ---------------- |
| 2 de noviembre | Deportivo Quevedo    | 2 - 0     | Everest          |
| 2 de noviembre | América de Quito     | 1 - 0     | Deportivo Quito  |
| 9 de noviembre | Universidad Católica | 4 - 2     | Aucas            |

| Fecha 10        | Fecha 10         | Fecha 10  | Fecha 10             |
| Fecha           | Equipo Local     | Resultado | Equipo Visitante     |
| --------------- | ---------------- | --------- | -------------------- |
| 6 de noviembre  | Everest          | 0 - 0     | Aucas                |
| 13 de noviembre | Deportivo Quito  | 2 - 0     | Universidad Católica |
| 13 de noviembre | América de Quito | 5 - 0     | Deportivo Quevedo    |

### Tabla de posiciones
|  |  |    | Equipo               | PJ | PG | PE | PP | GF | GC | DG | PTS |
|  |  | -- | -------------------- | -- | -- | -- | -- | -- | -- | -- | --- |
|  |  | 1. | Deportivo Quito      | 10 | 5  | 4  | 1  | 14 | 8  | +6 | 14  |
|  |  | 2. | Universidad Católica | 10 | 5  | 3  | 2  | 12 | 9  | +3 | 13  |
|  |  | 3. | Aucas                | 10 | 3  | 4  | 3  | 16 | 12 | +4 | 10  |
|  |  | 4. | América de Quito     | 10 | 3  | 3  | 4  | 13 | 13 | 0  | 9   |
|  |  | 5. | Deportivo Quevedo    | 10 | 3  | 1  | 6  | 10 | 16 | -6 | 7   |
|  |  | 6. | Everest              | 10 | 2  | 3  | 5  | 6  | 13 | -7 | 7   |

PJ = Partidos jugados; PG = Partidos ganados; PE = Partidos empatados; PP = Partidos perdidos; GF = Goles a favor; GC = Goles en contra; DG = Diferencia de gol; PTS = Puntos
|  | Descendió a la Segunda División. |

## Hexagonal final

### Partidos y resultados
| Fecha 1         | Fecha 1               | Fecha 1   | Fecha 1            |
| Fecha           | Equipo Local          | Resultado | Equipo Visitante   |
| --------------- | --------------------- | --------- | ------------------ |
| 27 de noviembre | Técnico Universitario | 3 - 2     | 9 de Octubre       |
| 27 de noviembre | Manta Sport           | 1 - 1     | El Nacional        |
| 27 de noviembre | Barcelona             | 2 - 1     | Liga de Portoviejo |

| Fecha 2         | Fecha 2            | Fecha 2   | Fecha 2               |
| Fecha           | Equipo Local       | Resultado | Equipo Visitante      |
| --------------- | ------------------ | --------- | --------------------- |
| 30 de noviembre | El Nacional        | 3 - 0     | Barcelona             |
| 30 de noviembre | Liga de Portoviejo | 4 - 0     | Técnico Universitario |
| 30 de noviembre | 9 de Octubre       | 1 - 1     | Manta Sport           |

| Fecha 3        | Fecha 3               | Fecha 3   | Fecha 3          |
| Fecha          | Equipo Local          | Resultado | Equipo Visitante |
| -------------- | --------------------- | --------- | ---------------- |
| 4 de diciembre | Técnico Universitario | 6 - 0     | Manta Sport      |
| 4 de diciembre | Liga de Portoviejo    | 2 - 1     | El Nacional      |
| 4 de diciembre | Barcelona             | 1 - 1     | 9 de Octubre     |

| Fecha 4        | Fecha 4      | Fecha 4   | Fecha 4               |
| Fecha          | Equipo Local | Resultado | Equipo Visitante      |
| -------------- | ------------ | --------- | --------------------- |
| 7 de diciembre | Manta Sport  | 1 - 2     | Liga de Portoviejo    |
| 7 de diciembre | El Nacional  | 2 - 1     | 9 de Octubre          |
| 7 de diciembre | Barcelona    | 4 - 1     | Técnico Universitario |

| Fecha 5         | Fecha 5               | Fecha 5   | Fecha 5            |
| Fecha           | Equipo Local          | Resultado | Equipo Visitante   |
| --------------- | --------------------- | --------- | ------------------ |
| 11 de diciembre | Técnico Universitario | 1 - 5     | El Nacional        |
| 11 de diciembre | Manta Sport           | 2 - 0     | Barcelona          |
| 11 de diciembre | 9 de Octubre          | 2 - 1     | Liga de Portoviejo |

| Fecha 6         | Fecha 6            | Fecha 6   | Fecha 6               |
| Fecha           | Equipo Local       | Resultado | Equipo Visitante      |
| --------------- | ------------------ | --------- | --------------------- |
| 18 de diciembre | Liga de Portoviejo | 2 - 1     | Barcelona             |
| 18 de diciembre | 9 de Octubre       | 1 - 0     | Técnico Universitario |
| 18 de diciembre | El Nacional        | 3 - 3     | Manta Sport           |

| Fecha 7         | Fecha 7               | Fecha 7   | Fecha 7            |
| Fecha           | Equipo Local          | Resultado | Equipo Visitante   |
| --------------- | --------------------- | --------- | ------------------ |
| 21 de diciembre | Manta Sport           | 0 - 1     | 9 de Octubre       |
| 21 de diciembre | Técnico Universitario | 2 - 1     | Liga de Portoviejo |
| 21 de diciembre | Barcelona             | 2 - 1     | El Nacional        |

| Fecha 8         | Fecha 8      | Fecha 8   | Fecha 8               |
| Fecha           | Equipo Local | Resultado | Equipo Visitante      |
| --------------- | ------------ | --------- | --------------------- |
| 23 de diciembre | Manta Sport  | 0 - 3     | Técnico Universitario |
| 23 de diciembre | El Nacional  | 1 - 0     | Liga de Portoviejo    |
| 23 de diciembre | 9 de Octubre | 0 - 4     | Barcelona             |

| Fecha 9         | Fecha 9               | Fecha 9   | Fecha 9          |
| Fecha           | Equipo Local          | Resultado | Equipo Visitante |
| --------------- | --------------------- | --------- | ---------------- |
| 27 de diciembre | Técnico Universitario | 2 - 1     | Barcelona        |
| 27 de diciembre | 9 de Octubre          | 3 - 0     | El Nacional      |
| 27 de diciembre | Liga de Portoviejo    | 3 - 1     | Manta Sport      |

| Fecha 10        | Fecha 10           | Fecha 10  | Fecha 10              |
| Fecha           | Equipo Local       | Resultado | Equipo Visitante      |
| --------------- | ------------------ | --------- | --------------------- |
| 30 de diciembre | El Nacional (C)    | 2 - 0     | Técnico Universitario |
| 30 de diciembre | Liga de Portoviejo | 0 - 2     | 9 de Octubre          |
| 30 de diciembre | Barcelona          | 3 - 3     | Manta Sport           |

### Tabla de posiciones
|      |  |    | Equipo                | PJ | PG | PE | PP | GF | GC | DG  | PTS | PB |
| ---- |  | -- | --------------------- | -- | -- | -- | -- | -- | -- | --- | --- | -- |
| (C)  |  | 1. | El Nacional           | 10 | 5  | 2  | 3  | 21 | 13 | +8  | 15  | 3  |
| (SC) |  | 2. | 9 de Octubre          | 10 | 5  | 2  | 3  | 14 | 14 | 0   | 13  | 1  |
|      |  | 3. | Barcelona             | 10 | 4  | 2  | 4  | 18 | 16 | +2  | 12  | 2  |
|      |  | 4. | Liga de Portoviejo    | 10 | 5  | 0  | 5  | 16 | 13 | +3  | 10  | 0  |
|      |  | 5. | Técnico Universitario | 10 | 5  | 0  | 5  | 20 | 23 | -3  | 10  | 0  |
|      |  | 6. | Manta Sport           | 10 | 1  | 4  | 5  | 15 | 25 | -10 | 6   | 0  |

PJ = Partidos jugados; PG = Partidos ganados; PE = Partidos empatados; PP = Partidos perdidos; GF = Goles a favor; GC = Goles en contra; DG = Diferencia de gol; PTS = Puntos; PB = Puntos de bonificación
| (C)  | Campeón, clasificó a la Copa Libertadores 1984.    |
| (SC) | Subcampeón, clasificó a la Copa Libertadores 1984. |

### Campeón
|                                               |
|                                               |
| Campeón Club Deportivo El Nacional 7.º título |

## Goleadores
| Jugador             | Equipo          | Goles |
| ------------------- | --------------- | ----- |
| Paulo César         | Barcelona       | 28    |
| Alcides de Oliveira | Liga de Quito   | 23    |
| Sergio Saucedo      | Deportivo Quito | 21    |